# Thérèse Sclafert
Thérèse Sclafert, née Jeanne Sclafert le 18 mars 1876 à La Bachellerie et morte le 25 avril 1959 à Fontenay-aux-Roses, est une historienne et géographe française.

## Biographie

### Jeunesse et identité
Selon une nécrologie parue dans le Bulletin de la Société d'études des Hautes-Alpes en 1962, Thérèse Sclafert serait née le 18 mai 1876 à La Bachellerie, en Dordogne,. En fait, il s'agit d'une erreur typographique car elle est bien née le 18 mars 1876 à La Bachellerie comme en témoigne son acte de naissance (n°11) avec le prénom de Jeanne. Dans le Journal officiel, elle apparaît sous le nom de Jeanne Sclafert(ou Jeanne-Thérèse Sclafert), tout comme dans le recensement de population de la ville de Paris de 1936.

### Carrière
Thérèse Sclafert devient institutrice (ou enseignante dans l'enseignement secondaire) à Bordeaux ; elle rencontre Anne-Marie Grauvogel, qui est directrice de l'école primaire supérieure de Bordeaux. Cette dernière est mutée à Grenoble, en Isère, avant 1914, où Thérèse Sclafert la rejoint pour être directrice de l’École d’application associée. Thérèse Sclafert entreprend en parallèle des études universitaires ; l'un de ses professeurs d'alors est Raoul Blanchard, géographe, qui l'a « préparée à la licence avant 1914 ». Elle effectue également des recherches dans les archives iséroises. Elle se spécialise dans la géographie historique, où elle rassemble ses deux spécialités : la philologie et la géographie.
En 1919 (ou en 1917), Anne-Marie Grauvogel prend la direction de l’École normale supérieure de Fontenay-aux-Roses. Thérèse Sclafert devient répétitrice de grammaire et de latin dans cette même école normale supérieure et s'inscrit en doctorat d'histoire à Paris, sous la direction de l'historien médiéviste Ferdinand Lot (1866-1952). Elle soutient sa thèse de doctorat ès lettres, Le Haut Dauphiné au Moyen Âge, en 1926, à Paris, après 15 années de recherches, et obtient la mention très honorable. Dans l'introduction de sa thèse, elle remercie notamment « des maîtres et amis qui nous ont éclairé de leur science et soutenu de leur sympathie », parmi lesquels on peut noter plusieurs historiens et géographes : Paul Fournier, professeur à la faculté de droit de Paris, Raoul Blanchard, professeur à l'université de Grenoble, Robert Caillemer, professeur à la faculté de droit de Paris, Lucien Gallois, professeur à l'université de Paris, élève et successeur de Paul Vidal de La Blache, Ferdinand Lot, professeur à la faculté de lettres de Paris, Georges de Manteyer, archiviste des Hautes-Alpes et historien français, monsieur Letonnelier, archiviste de l'Isère, et Paul Thomé de Maisonneuve, archiviste bénévole de Briançon. L'historien renommé Marc Bloch fait un compte-rendu favorable de cette thèse dans la revue des Annales en 1930.
Malgré la publication de sa thèse en histoire en 1926, Thérèse Sclafert continue son métier d'enseignante en grammaire et en latin à l’École normale supérieure de Fontenay,. Selon l'historienne Natalie Zemon Davis en 2017, l'obtention d'une thèse aurait constitué pour un homme une étape vers une promotion. Toutefois, Thérèse Sclafert continue ses travaux de manière indépendante et publie quelques articles de recherche.
Les historiennes professionnelles sont encore rares à cette époque et Thérèse Sclafert devient l'une d'elles. Elle et Lucie Varga sont les deux seules femmes à avoir publié chacune un article (« Les routes du Dauphiné et de la Provence sous l’influence du séjour des papes à Avignon », pour Thérèse Sclafert) dans la Revue des annales entre 1929 et 1944,,. Elle est également l'une des rares à avoir reçu une reconnaissance académique avant 1945. Cependant, il semble que le fait que Thérèse Sclafert ait été une femme à cette époque ait empêché qu'elle puisse réellement se professionnaliser dans le métier de géographe universitaire,. En 1935, Anne-Marie Grauvogel est licenciée de l'école de Fontenay-aux-Roses ; Thérèse Sclafert quitte alors Paris et s'installe à Manosque, où elle poursuit ses travaux de recherche sur les Alpes méridionales.
Thérèse Sclafert a publié de nombreux articles dans des revues telles que la Revue de géographie alpine, les Annales d'histoire économique et sociale, les Annales de géographie.

### Mort
Elle meurt le 25 avril 1959, âgée de 82 ans, à Fontenay-aux-Roses, dans le département des Hauts-de-Seine,. Elle travaillait alors sur son deuxième ouvrage majeur, qui est publié sous le titre Cultures en Haute-Provence en 1959.

## Travaux de recherche
Parmi ses recherches historiques et géographiques, Thérèse Sclafert s'est notamment intéressée à l'économie rurale et aux Alpes françaises ; selon le médiéviste Louis Stouff en 1961, elle fait partie des auteurs connus à l'époque pour s'être penchés sur le sujet.

## Publications

### Thèses de doctorat (éditées)
La soutenance de thèse pour le doctorat ès lettres de Thérèse Sclafert a eu lieu en 1926 à Paris,,. Dans un compte-rendu de lecture qu'il fait lors de son édition, Lucien Gallois indique qu'elle « appartient à la géographie autant qu'à l'histoire ».
- Le Haut Dauphiné au Moyen Âge[10],[17], Paris, Société anonyme du Recueil Sirey, 1926, XIX-765 pages (thèse principale)[18],[16].
- L'Industrie du fer dans la région d'Allevard au Moyen Âge, Grenoble, Impr. Allier père et fils, 1926, 120 pages (thèse complémentaire)[16].

### Ouvrages
- Cultures en Haute Provence. Déboisements et pâturages au Moyen-Age, Paris, S.E.V.P.E.N. (publications du Centre de recherches historiques de l’École pratique des Hautes études), 1959 (livre posthume)[14],[3].
- en tant que coauteure avec Jean-Gérard Lapacherie[2] (éditeur scientifique), Le Queyras au Moyen âge, éditions Transhumances, 2015.

### Articles
- « La vie chère dans le Dauphiné : au XVe siècle », Nouvelle revue historique de droit français et étranger, Paris : Recueil Sirey, 1925.
- « L'Industrie du fer dans la région d'Allevard au Moyen-Âge », Revue de géographie alpine, 1926, vol. 14, n°2, pp. 239-355[19].
- « Sisteron au début du XVIe siècle [D'après un cadastre] », note critique, Annales de géographie, 1928, vol. 37, n°206, pp. 167-173.
- « Le Pillage du château de Vitrolles au XVe siècle », extrait du "Bulletin de la Société d'études des Hautes-Alpes", 47e année, 5e série, 1928.
- « La vallée de l'Avance au Moyen Age : XIIIe – XVIe siècles », extrait du : "Bull. de la Société d'études des Hautes-Alpes", 3e trimestre 1928.
- « Problèmes d'histoire routière. II. - Les Routes du Dauphiné et de la Provence sous l'influence du séjour des papes à Avignon », Annales d'histoire économique et sociale, 1929, vol. 1, pp. 183-192[lire en ligne (page consultée le 2022-03-15)][3].
- « La Vie dans la montagne de Séuse du XIVe au XVIe siècle », extrait du "Bulletin de la Société d'études des Hautes-Alpes", 48e année, Gap : impr. de L. Jean, 1929.
- « Comptes de péages de Montmélian de 1294 à 1585. Le Passage des draps de France en Savoie et en Piémont. L'Itinéraire des grandes voitures entre Lyon et Milan », Revue de géographie alpine, 1933, vol. 21, n°3, pp. 591-605.
- « À propos du déboisement des Alpes du Sud (premier article) », Annales de géographie, 1933, vol. 42, n°237, pp. 266-277.
- « À propos du déboisement des Alpes du Sud (deuxième article) », Annales de géographie, 1933, vol. 42, n°238, pp. 350-360.
- « À propos du déboisement des Alpes du sud - Le rôle des troupeaux », Annales de géographie, 1934, vol. 43, n°242, pp. 126-145.
- « Un aspect de la vie économique dans les hautes vallées des Alpes du Sud : La Surcharge pastorale », Bulletin de l'Association de géographes français, 1939, vol. 16, n°120, pp. 58-66.
- « L'Apprentissage à Manosque du XIVe au XVIIIe siècle », extrait du Bulletin de la Société scientifique et littéraire des Basses-Alpes. T. 28. Fasc. 179.
- « Usages agraires dans les régions provençales avant le XVIIIe siècle. Les Assolements », Revue de géographie alpine, 1941, vol. 29, n°3, pp. 471-492.
- « Les Haches en pierre polie et leurs sites d'accumulation dans le sud-est de la France », Annales de géographie, 1946, vol. 55, n°298, pp. 130-131.
- « Les Monts de Vaucluse. L'Exploitation des bois du XIIIe à la fin du XVIIIe siècle », Revue de géographie alpine, 1951, vol. 39, n°4, pp. 673-707.